# Rețetă culinară

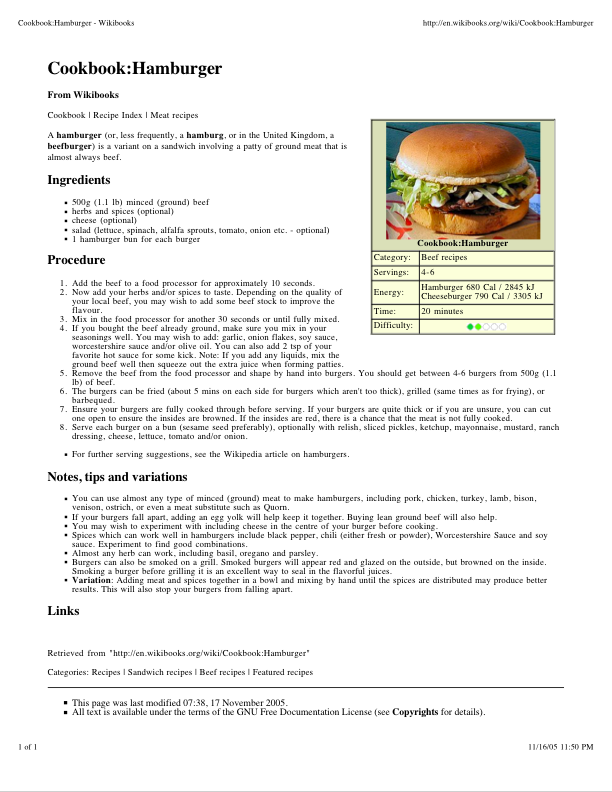
Reţetă de pe Wikibooks Cookbook

O rețetă culinară constă dintr-o listă de ingrediente și o serie de instrucțiuni sau sfaturi pentru a prepara un anumit fel de mâncare. Rețetele se transmit uneori din generație în generație și constituie o parte importantă din cultura unei regiuni. O carte care conține o colecție de rețete culinare se numește „carte de bucate”.

## Istorie

### Exemple timpurii
Cele mai vechi rețete scrise cunoscute datează de la aproximativ 1600 î.Hr. și provin dintr-o tablă acadiană din sudul Babiloniei. Există, de asemenea, lucrări în hieroglife antice egiptene care descriu prepararea hranei.
Multe rețete grecești antice sunt cunoscute. Cartea de bucate a lui Mithaecus a fost una de început, dar cea mai mare parte a fost pierdută; Athenaeus citează o scurtă rețetă în Deepnosophistae. Atheneul menționează multe alte cărți de bucate, toate pierdute.
Rețetele romane sunt cunoscute începând cu secolul al 2-lea î.Hr. cu De Agri Cultura a lui Cato cel Bătrân. Mulți autori ai acestei perioade au descris gastronomia din estul Mediteranei în greacă și în latină. Unele rețete punicice sunt cunoscute în traducerea greacă și latină.

## Componente
Rețetele culinare moderne constau, în mod normal, din mai multe componente
- Numele rețetei (Originea/Istoria vasului)
- Randament: Numărul de porții pe care le oferă farfuria.
- Listați toate ingredientele în ordinea utilizării. Descrieți-o în instrucțiuni pas cu pas.
- Listează ingredientele în funcție de cantitate (scrieți abrevierile, în loc de oz).
- Cât timp durează pregătirea felului de mâncare, plus timpul de gătire al vasului.
- Echipamentele necesare folosite pentru antena.
- Proceduri de gătit. Temperatura și timpul de coacere, dacă este necesar.
- Proceduri de servire (servite în timp cald/rece).
- Revizuirea felului de mâncare (V-ați recomanda acest fel de mâncare unui prieten?).
- Fotografie a vasului (Opțional).
- Valoare nutritivă: Ajută la restricții alimentare. Include numărul de calorii sau grame pe porție.

Rețetele anterioare au inclus adesea mult mai puține informații, servind mai mult ca un memento de ingrediente și proporții pentru cineva care deja știa cum să pregătească felul de mâncare.
De asemenea, scriitorii de rețetă enumeră variații ale unui vas tradițional, pentru a da gusturi diferite de la aceleași rețete.